# Zwarte moeraswapenvlieg
De zwarte moeraswapenvlieg (Odontomyia tigrina) is een vliegensoort uit de familie van de wapenvliegen (Stratiomyidae). De wetenschappelijke naam van de soort is voor het eerst geldig gepubliceerd in 1775 door Fabricius.
Een vlieg met een lichaamslengte van 7 tot 10 mm. De kop is zwart, meestal zwart behaard. De antennes zijn ook zwart. Het zwarte lichaam heeft een blauwe glans op de middenrug en gele stekels en de rand van het schild. De transparante vleugels worden gekenmerkt door een gevorkte r4+5 radiale lijn. Abdomen zijn meestal glanzend zwart, maar heeft een gele onderkant bij het mannetje en gele vlekken op de achterranden van de tergieten bij het vrouwtje. De poten zijn geel en zwart.